# Brachymeria trinidadensis
Brachymeria trinidadensis är en stekelart som först beskrevs av T.C. Narendran och Varghese 1989.  Brachymeria trinidadensis ingår i släktet Brachymeria och familjen bredlårsteklar. Inga underarter finns listade.